# Vacca Burlina
La vacca Burlina è l'unica razza bovina autoctona del Veneto, precisamente dell'Altopiano dei Sette Comuni. È tutelata da un presidio Slow Food che riguarda la vacca Burlina e il Morlacco del Grappa.
La vacca Burlina è inserita nel "Registro Anagrafico delle popolazioni bovine autoctone e gruppi etnici a limitata diffusione" istituito nel 1985 per salvaguardare le razze bovine italiane a rischio di estinzione. 
Sin dall'epoca del fascismo, periodo in cui fu incentivato l'allevamento di razze che producessero più latte, solo pochi esemplari di questa razza sono allevati nelle province di Vicenza e Treviso, ma attualmente la vacca Burlina è stata salvata dall'estinzione grazie alla produzione di formaggi tipici. Le Burline sono rustiche e frugali tanto da sopravvivere bene nei pascoli del Grappa ove vivono libere alimentandosi persino di ortiche.
Attualmente a Montecchio Precalcino l'Azienda Agricola Sperimentale "La Decima" (di proprietà della Provincia di Vicenza) ne alleva alcuni esemplari allo scopo di incentivarne il reimpiego come vacca lattifera in virtù delle caratteristiche nutritive del suo latte, migliori di quelle, ad esempio, della Frisona. Attualmente rimangono all'incirca 300 capi iscritti al registro anagrafico, e sono allevati soprattutto nella zona pedemontana del Grappa (Borso, Crespano, Paderno, Fietta) e addirittura si pensa che sia già estinta in quanto secondo recenti studi dell'università di Padova il DNA di queste vacche è molto simile a quello della burlina di 100 anni fa ma non è uguale, e soprattutto non ci sono abbastanza riproduttori per mandare avanti questa razza che perciò risulta estremamente consanguinea tra capi della stessa specie. Rimane comunque una razza estremamente forte soprattutto in termini di ossatura, ed è per questo infatti che tale razza viene nel periodo estivo allevata negli irti pascoli del Grappa, in cui le pesanti frisone correrebbero gravi rischi.

## Storia
Fino al 1930 circa, costituiva la razza da latte più diffusa negli allevamenti dell'Altopiano di Asiago, dei Colli Berici, dei Monti Lessini, del Monte Grappa, sia versante vicentino sia trevigiano (nel censimento del 1931 la consistenza raggiungeva i 15 000 capi in Veneto).
La Burlina ha un'origine comune alle altre razze pezzate del Nord Europa e sarebbe giunta nelle nostre terre portata dai Cimbri, popolazione originaria dell'attuale penisola dello Jutland (Danimarca). Questa ipotesi è del tutto inverosimile in quanto i cosiddetti cimbri dell'Altopiano di Asiago sono discendenti da coloni tedeschi, provenienti soprattutto dalla Baviera, che a partire dal secolo XI furono chiamati da vescovi a "svegrare" le terre incolte della montagna vicentina, veronese e trentina. Il nome "cimbro" non sarebbe altro che la italianizzazione della parola "czimber" (= carpentiere) con la quale venivano talvolta denominati gli abitanti della montagna. Il fatto che le vacche Burline siano simili alle razze della Frisia Orientale dei Paesi Bassi e della Danimarca, ad esempio per il grande sviluppo del bacino, la lunghezza della testa, la sottigliezza del collo, i caratteri della cute, significa che probabilmente esse (le vacche) sono originarie da quei posti, certamente non gli allevatori delle stesse. 
A suffragare tale ipotesi sono stati compiuti dagli zoologi studi genetici che dimostrano la vicinanza di tale razza ad altre vacche del Nord Europa. Inoltre, come suggerisce l'illustre studioso Johu Zimmermann, una leggenda danese parla della regina Burhlina, secondo la quale la regina viveva nel palazzo reale di Børglum kloster presso Hjørring, proprio nella penisola dello Jutland settentrionale, in Danimarca.

## Aspetto
L'aspetto è caratterizzato dal mantello pezzato nero e bianco, le dimensioni sono piccole rispetto alle più diffuse vacche frisone, l'altezza al garrese è di 120–125 cm e il peso non supera i 4 quintali.
Il Ministero dell'Agricoltura e delle Foreste ha definito ufficialmente le caratteristiche morfologiche della razza Burlina con D.M. 24 aprile 1940.
Nel D.M. venivano riconosciute come aree di allevamento i Comuni di Vallonara (oggi frazione del Comune di Marostica) e la frazione di S. Floriano di Marostica, Lusiana, Salcedo, Fara Vicentino, Lugo di Vicenza, Recoaro Terme e le zone a fondo valle dei Comuni di Valdagno, Cornedo Vicentino e Castelgomberto, tutti nella provincia di Vicenza.